# Mycoplasma ovipneumoniae
Mycoplasma ovipneumoniae è una specie di batterio appartenente alla famiglia delle Mycoplasmataceae.